# آماتور (فیلم ۱۹۹۹)
«آماتور» (اسپانیایی: El Amateur‎) یک فیلم درام آرژانتینی به کارگردانی Juan Bautista Stagnaro است که در سال ۱۹۹۹ منتشر شد.